# Olympische Winterspiele 2010/Skilanglauf
Bei den XXI. Olympischen Winterspielen 2010 in Vancouver fanden zwölf Wettbewerbe im Skilanglauf statt, je sechs bei Männern und Frauen. Austragungsort war der Whistler Olympic Park in Whistler, rund 125 km nördlich von Vancouver.

## Bilanz

### Medaillenspiegel
| Platz | Land        | Gold | Silber | Bronze | Gesamt |
| ----- | ----------- | ---- | ------ | ------ | ------ |
| 1     | Norwegen    | 5    | 2      | 2      | 9      |
| 2     | Schweden    | 3    | 2      | 2      | 7      |
| 3     | Deutschland | 1    | 4      | –      | 5      |
| 4     | Russland    | 1    | 1      | 2      | 4      |
| 5     | Polen       | 1    | 1      | 1      | 3      |
| 6     | Schweiz     | 1    | –      | –      | 1      |
| 7     | Estland     | –    | 1      | –      | 1      |
| 7     | Italien     | –    | 1      | –      | 1      |
| 9     | Finnland    | –    | –      | 2      | 2      |
| 9     | Tschechien  | –    | –      | 2      | 2      |
| 11    | Slowenien   | –    | –      | 1      | 1      |

### Medaillengewinner
| Konkurrenz          | Gold                                                               | Silber                                                                   | Bronze                                              |
| ------------------- | ------------------------------------------------------------------ | ------------------------------------------------------------------------ | --------------------------------------------------- |
| Sprint klassisch    | Nikita Krjukow                                                     | Alexander Panschinski                                                    | Petter Northug                                      |
| Teamsprint Freistil | Petter Northug, Øystein Pettersen                                  | Axel Teichmann, Tim Tscharnke                                            | Nikolai Morilow, Alexei Petuchow                    |
| 15 km Freistil      | Dario Cologna                                                      | Pietro Piller Cottrer                                                    | Lukáš Bauer                                         |
| 30 km Skiathlon     | Marcus Hellner                                                     | Tobias Angerer                                                           | Johan Olsson                                        |
| 50 km Massenstart   | Petter Northug                                                     | Axel Teichmann                                                           | Johan Olsson                                        |
| 4 × 10 km Staffel   | Marcus Hellner, Johan Olsson, Daniel Rickardsson, Anders Södergren | Lars Berger, Odd-Bjørn Hjelmeset, Petter Northug, Martin Johnsrud Sundby | Lukáš Bauer, Martin Jakš, Martin Koukal, Jiří Magál |

| Konkurrenz          | Gold                                                                    | Silber                                                                 | Bronze                                                                   |
| ------------------- | ----------------------------------------------------------------------- | ---------------------------------------------------------------------- | ------------------------------------------------------------------------ |
| Sprint klassisch    | Marit Bjørgen                                                           | Justyna Kowalczyk                                                      | Petra Majdič                                                             |
| Teamsprint Freistil | Claudia Nystad, Evi Sachenbacher-Stehle                                 | Anna Haag, Charlotte Kalla                                             | Irina Chasowa, Natalja Korosteljowa                                      |
| 10 km Freistil      | Charlotte Kalla                                                         | Kristina Šmigun-Vähi                                                   | Marit Bjørgen                                                            |
| 15 km Skiathlon     | Marit Bjørgen                                                           | Anna Haag                                                              | Justyna Kowalczyk                                                        |
| 30 km Massenstart   | Justyna Kowalczyk                                                       | Marit Bjørgen                                                          | Aino-Kaisa Saarinen                                                      |
| 4 × 5 km Staffel    | Marit Bjørgen, Therese Johaug, Vibeke Skofterud, Kristin Størmer Steira | Miriam Gössner, Claudia Nystad, Evi Sachenbacher-Stehle, Katrin Zeller | Virpi Kuitunen, Pirjo Muranen, Riitta-Liisa Roponen, Aino-Kaisa Saarinen |

## Männer

### Sprint klassisch
| Platz | Land | Sportler              | Zeit (min)  |
| ----- | ---- | --------------------- | ----------- |
| 1     | RUS  | Nikita Krjukow        | 3:36,3 (F)  |
| 2     | RUS  | Alexander Panschinski | 3:36,3 (F)  |
| 3     | NOR  | Petter Northug        | 3:45,5 (F)  |
| 4     | NOR  | Ola Vigen Hattestad   | 3:50,0 (F)  |
| 5     | KAZ  | Alexei Poltoranin     | 3:54,4 (F)  |
| 6     | NOR  | Øystein Pettersen     | 4:56,2 (F)  |
| 7     | NOR  | Johan Kjølstad        | 3:36,3 (HF) |
| 8     | SWE  | Emil Jönsson          | 3:37,4 (HF) |
| 9     | RUS  | Michail Dewjatjarow   | 3:37,6 (HF) |
| 10    | FIN  | Sami Jauhojärvi       | 3:39,6 (HF) |
|       |      |                       |             |
| 31    | GER  | Josef Wenzl           | 3:41,88 (Q) |
| 33    | GER  | Tim Tscharnke         | 3:42,03 (Q) |
| 34    | CHE  | Christoph Eigenmann   | 3:42,18 (Q) |
| 38    | CHE  | Valerio Leccardi      | 3:42,84 (Q) |
| 43    | CHE  | Peter von Allmen      | 3:46,16 (Q) |
| 49    | CHE  | Eligius Tambornino    | 3:48,33 (Q) |

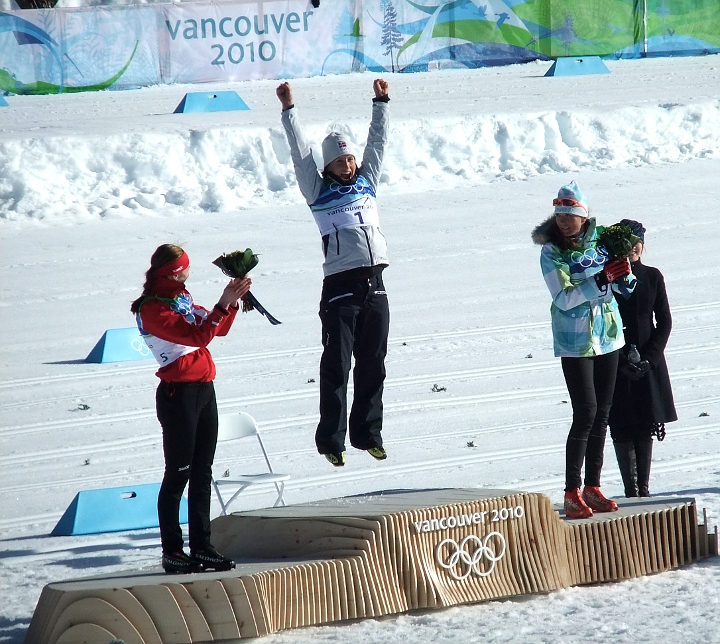
Marit Bjørgen bejubelt ihren Olympiasieg im Sprint

Datum: 17. Februar 2010, 10:45 Uhr (Qualifikation), 12:55 Uhr (Finale) 

Streckenlänge: 1580 m; Höhenunterschied: 25 m; Maximalanstieg: 25 m; Totalanstieg: 51 m 

62 Teilnehmer aus 25 Ländern, alle in der Wertung.
F = Finale; HF = Halbfinale; Q = Qualifikation

### Teamsprint Freistil
| Platz | Land | Sportler                             | Zeit (min)   |
| ----- | ---- | ------------------------------------ | ------------ |
| 1     | NOR  | Petter Northug Øystein Pettersen     | 19:01,0 (F)  |
| 2     | GER  | Axel Teichmann Tim Tscharnke         | 19:02,3 (F)  |
| 3     | RUS  | Nikolai Morilow Alexei Petuchow      | 19:02,5 (F)  |
| 4     | CAN  | Alex Harvey Devon Kershaw            | 19:07,3 (F)  |
| 5     | KAZ  | Alexei Poltoranin Nikolai Tschebotko | 19:07,5 (F)  |
| 6     | CZE  | Martin Koukal Dušan Kožíšek          | 19:13,8 (F)  |
| 7     | FRA  | Cyril Miranda Vincent Vittoz         | 19:18,7 (F)  |
| 8     | ITA  | Renato Pasini Cristian Zorzi         | 19:21,1 (F)  |
| 9     | USA  | Torin Koos Andrew Newell             | 19:21,6 (F)  |
| 10    | FIN  | Ville Nousiainen Lasse Paakkonen     | 19:50,8 (F)  |
| 11    | SUI  | Dario Cologna Eligius Tambornino     | 18:54,6 (HF) |

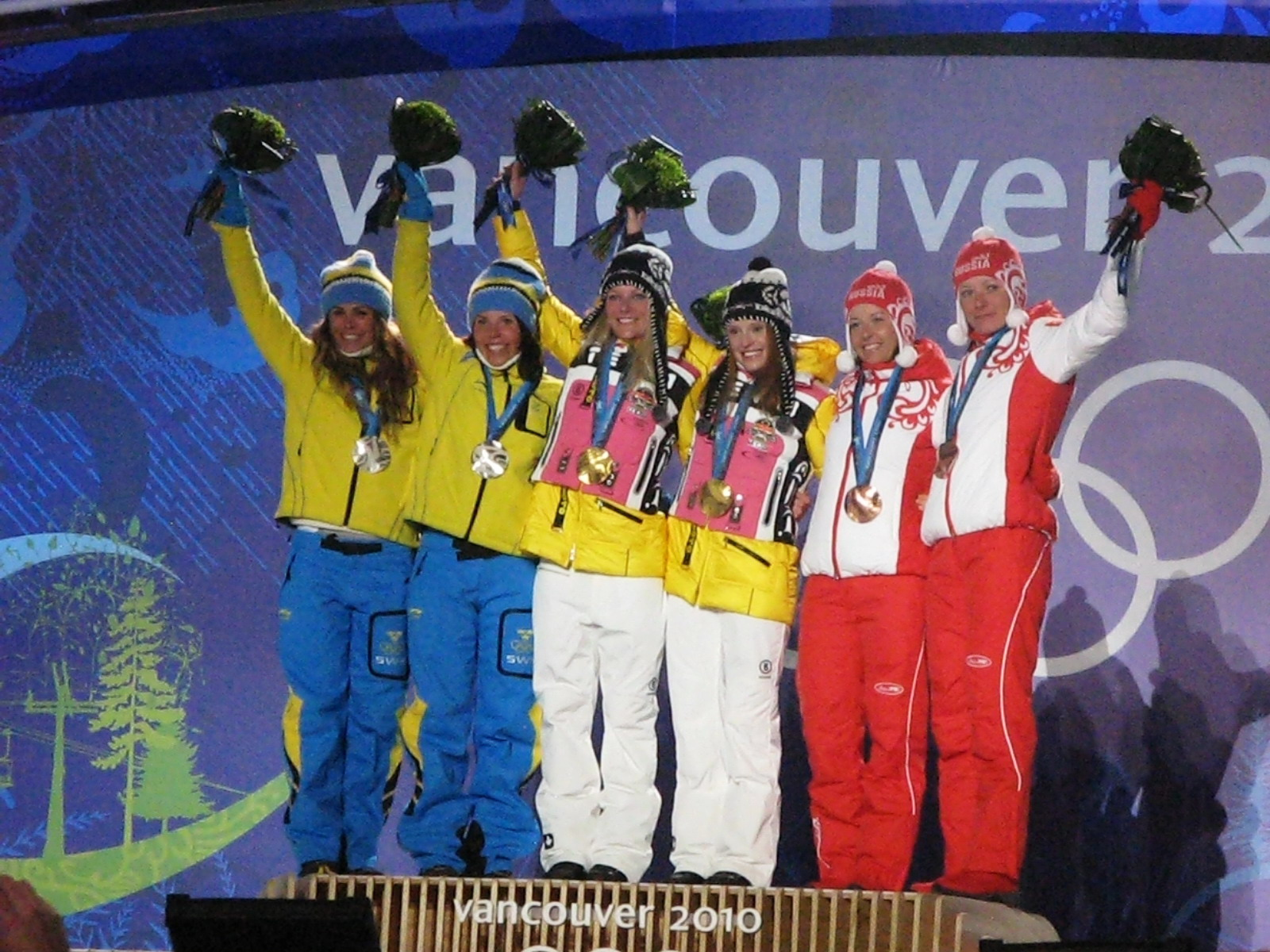
Abendliche Siegerehrung des Frauen-Teamsprints

Datum: 22. Februar 2010, 11:35 Uhr (Qualifikation), 13:30 Uhr (Finale) 

Streckenlänge: 1580 m; Höhenunterschied: 25 m; Maximalanstieg: 25 m; Totalanstieg: 51 m 

44 Teilnehmer aus 22 Ländern, davon 40 in der Wertung.
F = Finale; HF = Halbfinale

### 15 km Freistil
| Platz | Land | Sportler              | Zeit (min) |
| ----- | ---- | --------------------- | ---------- |
| 1     | SUI  | Dario Cologna         | 33:36,3    |
| 2     | ITA  | Pietro Piller Cottrer | 34:00,9    |
| 3     | CZE  | Lukáš Bauer           | 34:12,0    |
| 4     | SWE  | Marcus Hellner        | 34:13,5    |
| 5     | FRA  | Vincent Vittoz        | 34:16,2    |
| 6     | FRA  | Maurice Manificat     | 34:27,4    |
| 7     | GER  | Tobias Angerer        | 34:28,5    |
| 8     | CAN  | Ivan Babikov          | 34:30,0    |
| 9     | RUS  | Maxim Wylegschanin    | 34:31,6    |
| 10    | ITA  | Giorgio Di Centa      | 34:36,2    |
|       |      |                       |            |
| 12    | SUI  | Toni Livers           | 34:43,3    |
| 15    | SUI  | Remo Fischer          | 34:51,1    |
| 17    | SUI  | Curdin Perl           | 34:51,8    |
| 36    | GER  | René Sommerfeldt      | 35:31,3    |
| 44    | GER  | Axel Teichmann        | 35:47,0    |
| 46    | GER  | Tom Reichelt          | 35:50,4    |

Datum: 15. Februar 2010, 12:30 Uhr 

Höhenunterschied: 85 m; Maximalanstieg: 59 m; Totalanstieg: 564 m 

95 Teilnehmer aus 49 Ländern, alle in der Wertung.

### 30 km Skiathlon
| Platz | Land | Sportler         | Zeit (h)  |
| ----- | ---- | ---------------- | --------- |
| 1     | SWE  | Marcus Hellner   | 1:15:11,4 |
| 2     | GER  | Tobias Angerer   | 1:15:13,5 |
| 3     | SWE  | Johan Olsson     | 1:15:14,2 |
| 4     | RUS  | Alexander Legkow | 1:15:15,4 |
| 5     | CAN  | Ivan Babikov     | 1:15:20,5 |
| 6     | GER  | Jens Filbrich    | 1:15:25,0 |
| 7     | CZE  | Lukáš Bauer      | 1:15:25,2 |
| 8     | CAN  | George Grey      | 1:15:32,0 |
| 9     | CAN  | Alex Harvey      | 1:15:43,0 |
| 10    | SWE  | Anders Södergren | 1:15:47,0 |
|       |      |                  |           |
| 13    | SUI  | Dario Cologna    | 1:16:12,2 |
| 20    | SUI  | Curdin Perl      | 1:17:05,0 |
| 21    | GER  | René Sommerfeldt | 1:17:11,9 |
| 22    | SUI  | Toni Livers      | 1:17:26,0 |
| 35    | GER  | Tom Reichelt     | 1:21:13,2 |
| 44    | SUI  | Remo Fischer     | 1:22:52,1 |

Datum: 20. Februar 2010, 13:30 Uhr 

Höhenunterschied: 71 m (K) / 40 m (F); Maximalanstieg: 59 m (K) / 33 m (F); Totalanstieg: 552 m (K) / 516 m (F) 

64 Teilnehmer aus 26 Ländern, davon 56 in der Wertung.

### 50 km Massenstart klassisch
| Platz | Land | Sportler           | Zeit (h)  |
| ----- | ---- | ------------------ | --------- |
| 1     | NOR  | Petter Northug     | 2:05:35,5 |
| 2     | GER  | Axel Teichmann     | 2:05:35,8 |
| 3     | SWE  | Johan Olsson       | 2:05:36,6 |
| 4     | GER  | Tobias Angerer     | 2:05:37,0 |
| 5     | CAN  | Devon Kershaw      | 2:05:37,1 |
| 6     | EST  | Andrus Veerpalu    | 2:05:41,6 |
| 7     | SWE  | Daniel Rickardsson | 2:05:45,2 |
| 8     | RUS  | Maxim Wylegschanin | 2:05:46,4 |
| 9     | SWE  | Anders Södergren   | 2:05:47,1 |
| 10    | SUI  | Dario Cologna      | 2:05:47,5 |
|       |      |                    |           |
| 16    | GER  | Jens Filbrich      | 2:06:07,8 |
| 21    | GER  | René Sommerfeldt   | 2:06:52,5 |

Datum: 28. Februar 2010, 09:30 Uhr 

Höhenunterschied: 85 m; Maximalanstieg: 59 m; Totalanstieg: 1745 m 

53 Teilnehmer aus 21 Ländern, davon 48 in der Wertung.

### 4 × 10 km Staffel
| Platz | Land / Sportler                                                                        | Zeit                                                        |
| ----- | -------------------------------------------------------------------------------------- | ----------------------------------------------------------- |
| 1     | Schweden Daniel Rickardsson Johan Olsson Anders Södergren Marcus Hellner               | 1:45:05,4 h 27:57,9 min 27:55,2 min 24:35,2 min 24:37,1 min |
| 2     | Norwegen Martin Johnsrud Sundby Odd-Bjørn Hjelmeset Lars Berger Petter Northug         | 1:45:21,3 h 27:59,9 min 28:27,5 min 24:38,4 min 24:15,5 min |
| 3     | Tschechien Martin Jakš Lukáš Bauer Jiří Magál Martin Koukal                            | 1:45:21,9 h 28:22,4 min 27:36,4 min 24:34,8 min 24:48,3 min |
| 4     | Frankreich Jean-Marc Gaillard Vincent Vittoz Maurice Manificat Emmanuel Jonnier        | 1:45:26,3 h 27:56,7 min 28:03,6 min 24:31,5 min 24:54,5 min |
| 5     | Finnland Sami Jauhojärvi Matti Heikkinen Teemu Kattilakoski Ville Nousiainen           | 1:45:30,3 h 27:55,6 min 28:32,3 min 24:37,1 min 24:25,3 min |
| 6     | Deutschland Jens Filbrich Axel Teichmann René Sommerfeldt Tobias Angerer               | 1:45:49,4 h 27:58,3 min 28:22,6 min 24:43,7 min 24:44,8 min |
| 7     | Kanada Devon Kershaw Alex Harvey Ivan Babikov George Grey                              | 1:47:03,2 h 28:23,8 min 28:21,3 min 24:33,5 min 25:44,6 min |
| 8     | Russland Nikolai Pankratow Pjotr Sedow Alexander Legkow Maxim Wylegschanin             | 1:47:04,7 h 28:33,4 min 28:07,4 min 24:56,9 min 25:27,0 min |
| 9     | Italien Valerio Checchi Giorgio Di Centa Pietro Piller Cottrer Cristian Zorzi          | 1:47:16,6 h                                                 |
| 10    | Schweiz Toni Livers Curdin Perl Remo Fischer Dario Cologna                             | 1:47:57,2 h 28:20,7 min 28:26,7 min 25:35,1 min 25:34,7 min |
| 11    | Kasachstan Sergei Tscherepanow Alexei Poltaranin Jewgeni Welitschko Nikolai Tschebotko | 1:49:49,1 h                                                 |
| 12    | Slowakei Martin Bajčičák Ivan Bátory Michal Malák Peter Mlynár                         | 1:49:52,0 h                                                 |
| 13    | USA Andrew Newell Torin Koos Garrott Kuzzy Simeon Hamilton                             | 1:51:27,7 h                                                 |
| 14    | Estland Algo Kärp Jaak Mae Aivar Rehemaa Kaspar Kokk                                   | 1:51:41,2 h                                                 |

Datum: 24. Februar 2010, 11:15 Uhr 

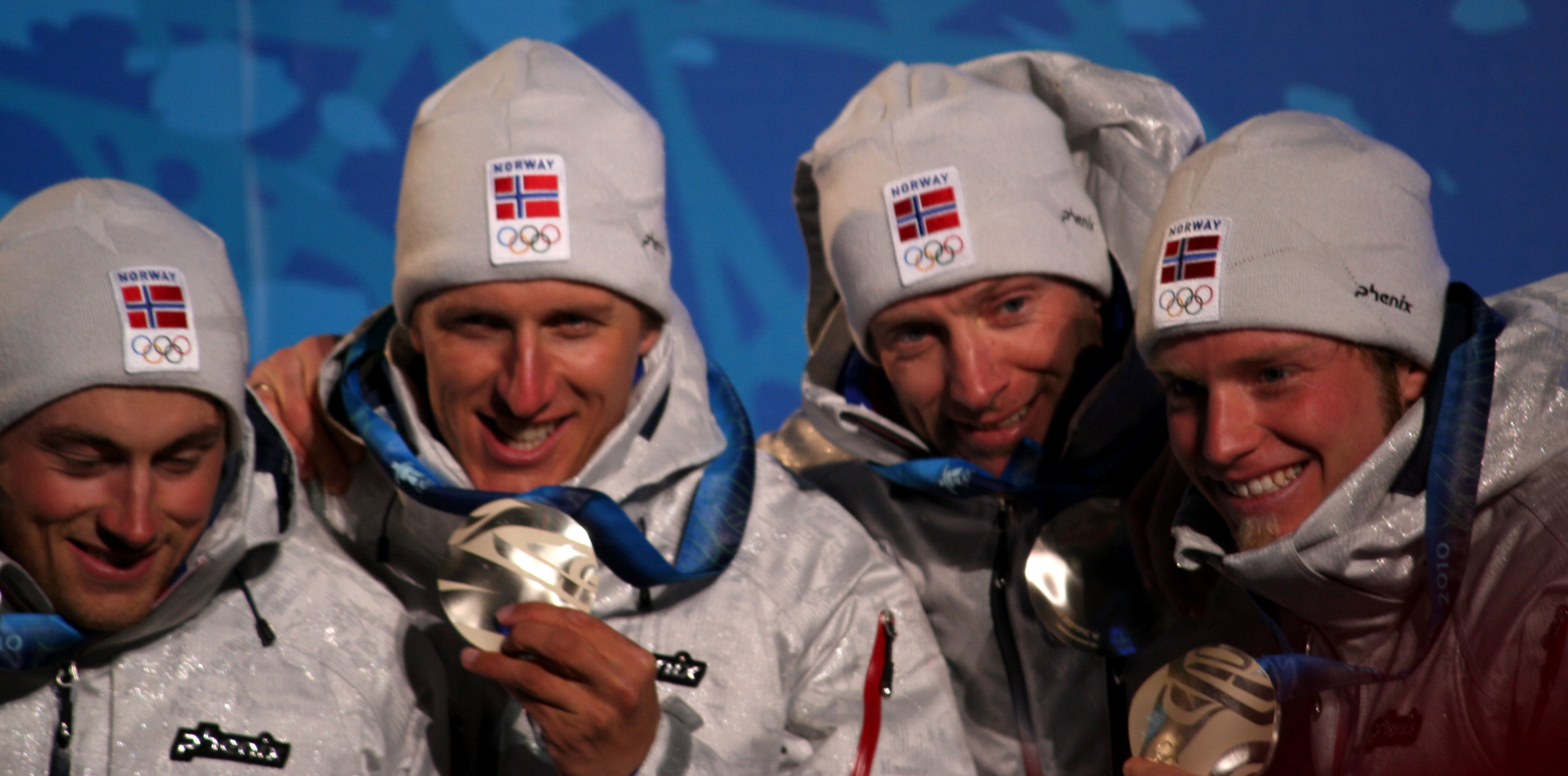
Die zweitplatzierte norwegische Staffel bei der Siegerehrung

Höhenunterschied: 53 m (K) / 40 m (F); Maximalanstieg: 41 m (K) / 38 m (F); Totalanstieg: 360 m (K) / 372 m (F) 

14 Staffeln am Start, alle in der Wertung.

## Frauen

### Sprint klassisch
| Platz | Land | Sportlerin                 | Zeit (min)  |
| ----- | ---- | -------------------------- | ----------- |
| 1     | NOR  | Marit Bjørgen              | 3:39,2 (F)  |
| 2     | POL  | Justyna Kowalczyk          | 3:40,3 (F)  |
| 3     | SLO  | Petra Majdič               | 3:41,0 (F)  |
| 4     | SWE  | Anna Olsson                | 3:41,7 (F)  |
| 5     | ITA  | Magda Genuin               | 3:49,1 (F)  |
| 6     | NOR  | Celine Brun-Lie            | 3:51,5 (F)  |
| 7     | NOR  | Astrid Uhrenholdt Jacobsen | 3:44,2 (HF) |
| 8     | USA  | Kikkan Randall             | 3:45,9 (HF) |
| 9     | FIN  | Virpi Kuitunen             | 3:46,4 (HF) |
| 10    | SWE  | Magdalena Pajala           | 3:45,0 (HF) |
| 11    | AUT  | Kateřina Smutná            | 3:45,1 (HF) |
|       |      |                            |             |
| 14    | GER  | Katrin Zeller              | 3:43,0 (VF) |
| 17    | GER  | Nicole Fessel              | 3:41,2 (VF) |
| 25    | GER  | Hanna Kolb                 | 3:41,6 (VF) |
| 30    | SUI  | Doris Trachsel             | 3:44,7 (VF) |

Datum: 17. Februar 2010, 10:15 Uhr (Qualifikation), 12:30 Uhr (Finale) 

Streckenlänge: 1430 m; Höhenunterschied: 25 m; Maximalanstieg: 25 m; Totalanstieg: 44 m 

54 Teilnehmerinnen aus 27 Ländern, alle in der Wertung.
F = Finale; HF = Halbfinale; VF = Viertelfinale

### Teamsprint Freistil
| Platz | Land | Sportlerinnen                              | Zeit (min)   |
| ----- | ---- | ------------------------------------------ | ------------ |
| 1     | GER  | Claudia Nystad Evi Sachenbacher-Stehle     | 18:03,7 (F)  |
| 2     | SWE  | Anna Haag Charlotte Kalla                  | 18:04,3 (F)  |
| 3     | RUS  | Irina Chasowa Natalja Korosteljowa         | 18:07,7 (F)  |
| 4     | ITA  | Arianna Follis Magda Genuin                | 18:14,2 (F)  |
| 5     | NOR  | Celine Brun-Lie Astrid Uhrenholdt Jacobsen | 18:32,8 (F)  |
| 6     | USA  | Caitlin Compton Kikkan Randall             | 18:51,6 (F)  |
| 7     | CAN  | Daria Gaiazova Sara Renner                 | 18:51,8 (F)  |
| 8     | FIN  | Riitta-Liisa Roponen Riikka Sarasoja       | 18:56,6 (F)  |
| 9     | FRA  | Laure Barthélémy Karine Laurent Philippot  | 19:04,2 (F)  |
| 10    | SLO  | Vesna Fabjan Katja Višnar                  | 18:58,9 (HF) |
|       |      |                                            |              |
| 17    | SUI  | Silvana Bucher Bettina Gruber              | 20:04,6 (HF) |

Datum: 22. Februar 2010, 10:45 Uhr (Qualifikation), 13:00 Uhr (Finale) 

Streckenlänge: 1430 m; Höhenunterschied: 25 m; Maximalanstieg: 25 m; Totalanstieg: 44 m 

36 Teilnehmerinnen aus 18 Ländern, davon 34 in der Wertung.
F = Finale; HF = Halbfinale
Die ursprünglich neuntplatzierte polnische Paarung (Sylwia Jaśkowiec / Kornelia Marek) wurde wegen Dopings disqualifiziert.

### 10 km Freistil
| Platz | Land | Sportlerin                   | Zeit (min) |
| ----- | ---- | ---------------------------- | ---------- |
| 1     | SWE  | Charlotte Kalla              | 24:58,4    |
| 2     | EST  | Kristina Šmigun-Vähi         | 25:05,0    |
| 3     | NOR  | Marit Bjørgen                | 25:14,3    |
| 4     | SWE  | Anna Haag                    | 25:19,3    |
| 5     | POL  | Justyna Kowalczyk            | 25:20,1    |
| 6     | FIN  | Riitta-Liisa Roponen         | 25:24,3    |
| 7     | RUS  | Jewgenija Medwedewa-Arbusowa | 25:26,5    |
| 8     | NOR  | Kristin Størmer Steira       | 25:50,5    |
| 9     | UKR  | Walentyna Schewtschenko      | 25:51,1    |
| 10    | KAZ  | Swetlana Malachowa           | 25:53,9    |
|       |      |                              |            |
| 12    | GER  | Evi Sachenbacher-Stehle      | 25:57,7    |
| 16    | GER  | Claudia Nystad               | 25:59,8    |
| 21    | GER  | Miriam Gössner               | 26:14,8    |
| 23    | GER  | Stefanie Böhler              | 26:19,2    |

Datum: 15. Februar 2010, 10:00 Uhr 

Höhenunterschied: 71 m; Maximalanstieg: 59 m; Totalanstieg: 362 m 

78 Teilnehmerinnen aus 36 Ländern, alle in der Wertung.

### 15 km Skiathlon
| Platz | Land | Sportlerin              | Zeit (min) |
| ----- | ---- | ----------------------- | ---------- |
| 1     | NOR  | Marit Bjørgen           | 39:58,1    |
| 2     | SWE  | Anna Haag               | 40:07,0    |
| 3     | POL  | Justyna Kowalczyk       | 40:07,4    |
| 4     | NOR  | Kristin Størmer Steira  | 40:07,5    |
| 5     | FIN  | Aino-Kaisa Saarinen     | 40:40,6    |
| 6     | NOR  | Therese Johaug          | 40:50,0    |
| 7     | ITA  | Marianna Longa          | 41:02,2    |
| 8     | SWE  | Charlotte Kalla         | 41:18,5    |
| 9     | ITA  | Arianna Follis          | 41:21,6    |
| 10    | CAN  | Sara Renner             | 41:37,9    |
| 11    | GER  | Evi Sachenbacher-Stehle | 41:37,9    |
|       |      |                         |            |
| 22    | GER  | Nicole Fessel           | 42:25,1    |
| 24    | GER  | Katrin Zeller           | 42:26,9    |
| 29    | AUT  | Kateřina Smutná         | 42:50,3    |
| 36    | GER  | Stefanie Böhler         | 43:17,9    |

Datum: 19. Februar 2010, 13:00 Uhr 

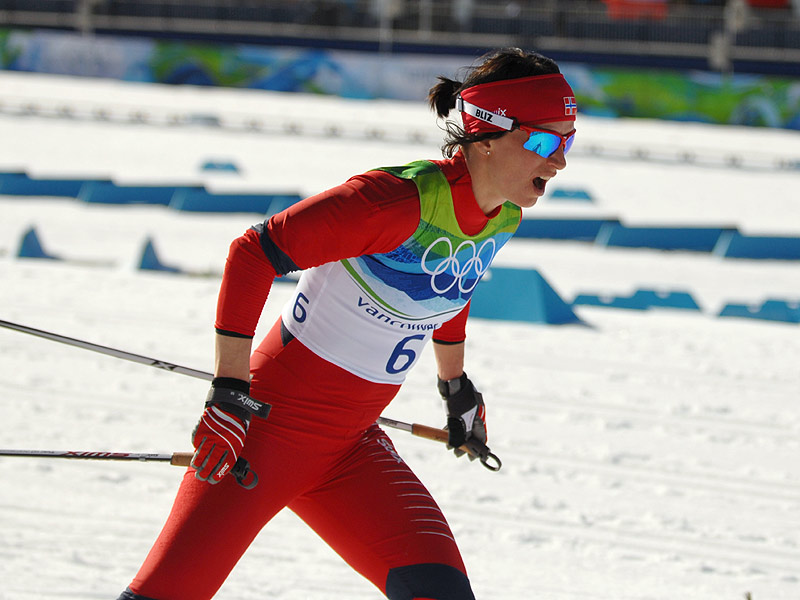
Marit Bjørgen auf dem Weg zur Goldmedaille in der Doppelverfolgung

Höhenunterschied: 71 m (K) / 40 m (F); Maximalanstieg: 59 m (K) / 33 m (F); Totalanstieg: 276 m (K) / 258 m (F) 

66 Teilnehmerinnen aus 24 Ländern, davon 62 in der Wertung.

### 30 km Massenstart klassisch
| Platz | Land | Sportlerin               | Zeit (h)  |
| ----- | ---- | ------------------------ | --------- |
| 1     | POL  | Justyna Kowalczyk        | 1:30:33,7 |
| 2     | NOR  | Marit Bjørgen            | 1:30:34,0 |
| 3     | FIN  | Aino-Kaisa Saarinen      | 1:31:38,7 |
| 4     | GER  | Evi Sachenbacher-Stehle  | 1:31:52,9 |
| 5     | JPN  | Masako Ishida            | 1:31:56,5 |
| 6     | SWE  | Charlotte Kalla          | 1:31:57,6 |
| 7     | NOR  | Therese Johaug           | 1:32:01,3 |
| 8     | NOR  | Kristin Størmer Steira   | 1:32:04,4 |
| 9     | SWE  | Anna Olsson              | 1:33:00,3 |
| 10    | FRA  | Karine Laurent Philippot | 1:33:11,4 |
|       |      |                          |           |
| 17    | GER  | Stefanie Böhler          | 1:34:08,7 |
| 19    | GER  | Katrin Zeller            | 1:34:18,1 |
| 32    | AUT  | Kateřina Smutná          | 1:37:51,3 |

Datum: 27. Februar 2010, 11:45 Uhr 

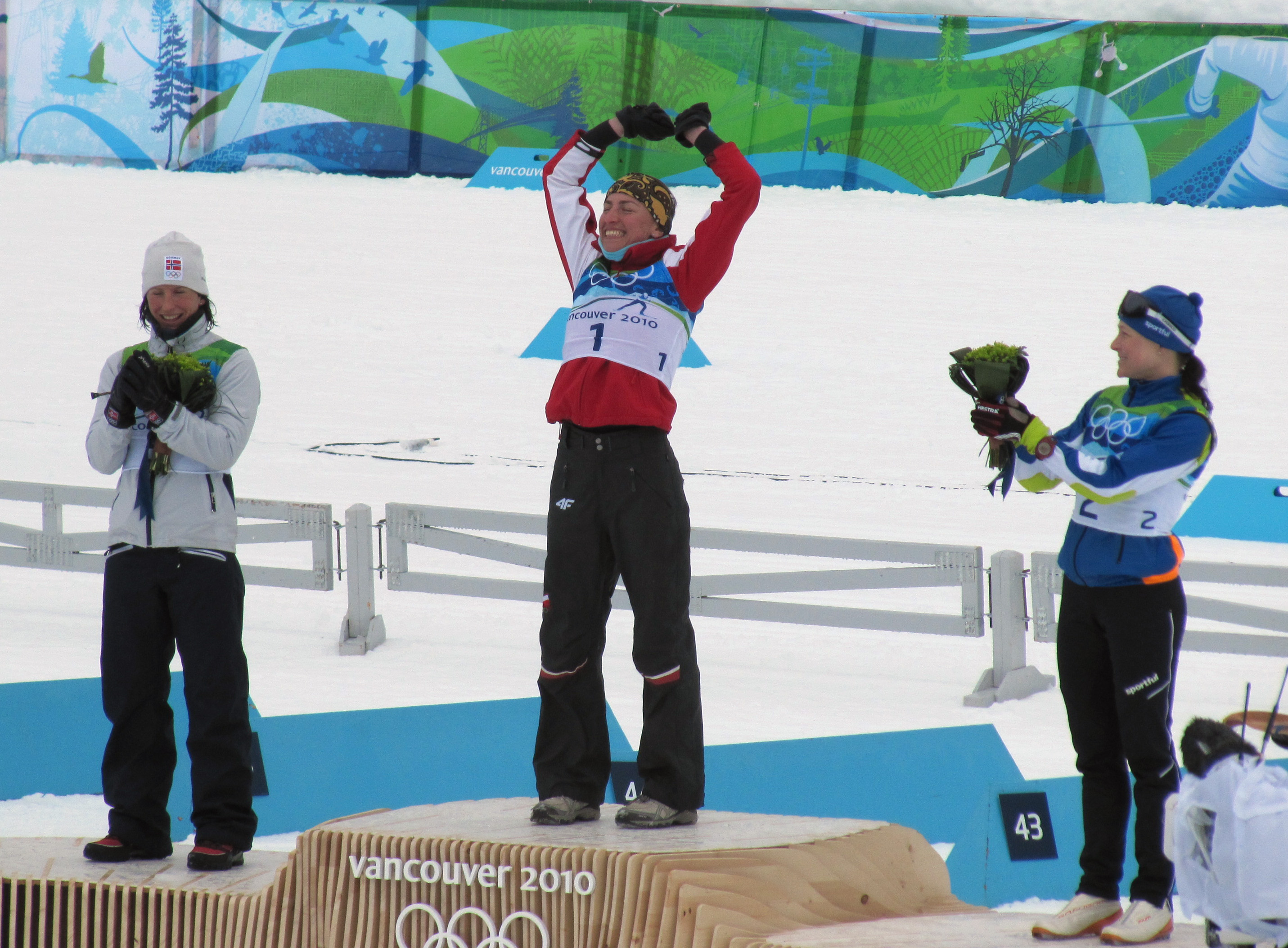
Das Podium des Massenstartrennens

Höhenunterschied: 85 m; Maximalanstieg: 59 m; Totalanstieg: 1047 m 

53 Teilnehmerinnen aus 21 Ländern, davon 47 in der Wertung.

### 4 × 5 km Staffel
| Platz | Land / Sportlerinnen                                                                     | Zeit (min)                              |
| ----- | ---------------------------------------------------------------------------------------- | --------------------------------------- |
| 1     | Norwegen Vibeke Skofterud Therese Johaug Kristin Størmer Steira Marit Bjørgen            | 55:19,5 14:49,9 14:46,5 12:53,2 12:49,9 |
| 2     | Deutschland Katrin Zeller Evi Sachenbacher-Stehle Miriam Gössner Claudia Nystad          | 55:44,1 14:53,7 15:00,6 12:52,0 12:57,8 |
| 3     | Finnland Pirjo Muranen Virpi Kuitunen Riitta-Liisa Roponen Aino-Kaisa Saarinen           | 55:49,9 15:32,4 14:35,7 12:38,2 13:03,6 |
| 4     | Italien Arianna Follis Marianna Longa Silvia Rupil Sabina Valbusa                        | 56:04,9 14:58,6 14:29,4 13:01,8 13:35,1 |
| 5     | Schweden Anna Olsson Magdalena Pajala Charlotte Kalla Ida Ingemarsdotter                 | 56:18,9 14:47,1 15:35,6 12:25,0 13:31,2 |
| 6     | Frankreich Aurore Cuinet Karine Laurent Philippot Célia Bourgeois Cécile Storti          | 56:30,6 15:13,3 14:38,8 12:59,9 13:38,6 |
| 7     | Russland Olga Sawjalowa Irina Chasowa Jewgenija Medwedewa Natalja Korosteljowa           | 57:00,9 15:15,2 15:19,0 13:01,1 13:25,6 |
| 8     | Japan Madoka Natsumi Masako Ishida Nobuko Fukuda Michiko Kashiwabara                     | 57:40,4 15:03,0 14:50,4 13:34,5 14:12,5 |
| 9     | Kasachstan Jelena Kolomina Oxana Jazkaja Tatjana Ossipowa Swetlana Malachowa-Schischkina | 58:23,3                                 |
| 10    | Belarus Nastassja Dubaresawa Alena Sannikawa Wolha Wassiljonak Kazjaryna Rudakowa        | 58:28,4                                 |
| 11    | USA Kikkan Randall Holly Brooks Morgan Arritola Caitlin Compton                          | 58:57,5                                 |
| 12    | Tschechien Eva Vrabcová-Nývltová Kamila Rajdlová Ivana Janečková Eva Skalníková          | 59:11,2                                 |
| 13    | Ukraine Tetjana Antypenko Kateryna Hryhorenko Maryna Anzybor Walentyna Schewtschenko     | 59:25,7                                 |
| 14    | Slowenien Anja Eržen Katja Višnar Vesna Fabjan Barbara Jezeršek                          | 59:47,5                                 |
| 15    | Kanada Daria Gaiazova Perianne Jones Chandra Crawford Madeleine Williams                 | 60:05,0                                 |
| DSQ   | Polen Kornelia Marek Justyna Kowalczyk Paulina Maciuszek Sylwia Jaśkowiec                | (56:29,4)                               |

Datum: 25. Februar 2010, 11:00 Uhr 

Höhenunterschied: 53 m (K) / 40 m (F); Maximalanstieg: 41 m (K) / 32 m (F); Totalanstieg: 188 m (K) / 164 m (F) 

16 Staffeln am Start, davon 15 in der Wertung.
Die polnische Staffel lief in der Zusammensetzung Kornelia Marek, Justyna Kowalczyk, Paulina Maciuszek und Sylwia Jaśkowiec zunächst auf den sechsten Platz. Nachdem Marek des Dopings überführt worden war, folgte die Disqualifikation der Staffel.

## Nachbetrachtung
Der Erfolg der Norweger ist von norwegischen Wissenschaftlern systematisch erforscht worden. Die siegreichen Athleten gehören zu der Generation der norwegischen Skilangläufer, die ihr Training seit der Aufnahme in den Kader systematisch erfasst haben (Puls-, Belastungs- und Laktat-Werte sowie Streckenlänge etc. jedes Trainings). Hierbei stellte es sich heraus, dass sie bedeutend mehr, jedoch mit wesentlich niedrigerer Intensität trainiert haben als die Konkurrenz aus Deutschland oder anderen nicht-skandinavischen Ländern. Während in Deutschland etwa ein Drittel des Lauftrainings oberhalb der anaeroben Schwelle stattfindet, war es bei diesen Norwegern nur 9 %. Während in Deutschland die Ermüdungswiderstandsfähigkeit trainiert wird, trainieren die Norweger die aerobe Ausdauer, was sich im Sprint vor allem im dritten und vierten Rennen siegbringend bemerkbar macht. Da diese hohen Trainingsintensitäten wie in Russland nur unter zur Hilfenahme von Anabolika wie in der Leichtathletik auszuhalten sind, ist der norwegische Weg zweckmäßiger.